# Cahora Bassa

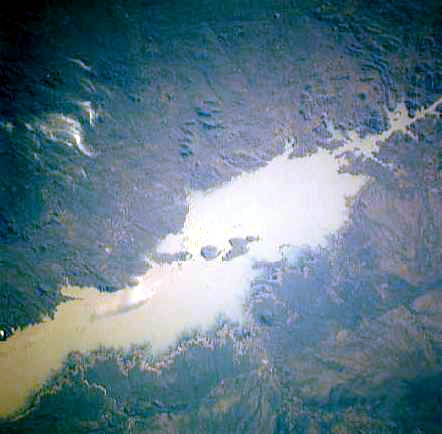
Satellietbeeld van het meer

Cahora Bassa, vroeger ook Cabora Bassa genoemd, is de naam van een stuwdam en stuwmeer in de provincie Tete in Mozambique. De dam werd gebouwd tussen 1969 en 1979 en is een van de grootste stuwdammen ter wereld.
De stuwdam ligt op de Zambezirivier op ongeveer 700 km van de monding in de Indische Oceaan. Hij werd gebouwd door Zuid-Afrikaanse, Italiaanse, Franse, Portugese en Duitse bedrijven. Het stuwmeer is ongeveer 250 km lang, 2800 km² groot en heeft een inhoud van 65 miljard m³.
De dam bestaat uit twee bogen met een totale lengte van 303 meter; de maximale hoogte is 171 meter. Bij de basis is de dam 23 meter dik en aan de top is dit afgenomen tot 4 à 5 meter. Om het overtollige water af te voeren zijn er diverse openingen met een totale capaciteit van 14.000 m³. In het zuidelijke gedeelte van de dam is een waterkrachtcentrale gehuisvest. Hier staan vijf turbines opgesteld elk met een vermogen van 415 MW. De turbines worden gevoed met 2.250 m³ water per seconde. De stroom wordt voor het grootste deel aan Zuid-Afrika geleverd over een 1.414 kilometer lange hoogspanningsleiding.
De antikoloniale bevrijdingsbeweging Frelimo verzette zich tegen de bouw van de dam en ook tijdens de burgeroorlog vanaf 1981 werd de elektriciteitsproductie gesaboteerd. Pas in 1998 kon de stroomproductie beginnen, opnieuw onder Portugese leiding.
In november 2005 gaf president Armando Guebuza te kennen dat het land de controle wilde overnemen en in oktober 2006 verhoogde Mozambique zijn aandeel in de Hidroeléctrica de Cahora Bassa van 18% tot 85%; Portugal verminderde zijn aandeel van 82% tot 15% en ontving daarvoor $ 950 miljoen. In april 2012, tekenden Mozambique en Portugal een overeenkomst waarbij Mozambique de enige eigenaar van de centrale wordt. In 2012 zijn 7,5% van de aandelen al overgedragen voor $ 42 miljoen en de laatste aandelen worden in 2014 geleverd.